# Club Deportivo Leganés 2018-2019
Questa voce raccoglie le informazioni riguardanti il Club Deportivo Leganés nelle competizioni ufficiali della stagione 2018-2019.

## Maglie e sponsor
| Casa | Trasferta | Terza divisa |

Sponsor ufficiale: Betway
Fornitore tecnico: Kelme

## Rosa
Rosa aggiornata al 14 gennaio 2019.
| N. |                      | Ruolo | Calciatore               |
| -- | -------------------- | ----- | ------------------------ |
| 1  | Spagna (bandiera)    | P     | Iván Cuéllar             |
| 2  | Spagna (bandiera)    | D     | Juanfran                 |
| 3  | Spagna (bandiera)    | D     | Unai Bustinza (capitano) |
| 4  | Messico (bandiera)   | D     | Diego Reyes              |
| 5  | Argentina (bandiera) | D     | Jonathan Silva           |
| 6  | Spagna (bandiera)    | C     | Gerard Gumbau            |
| 8  | Brasile (bandiera)   | C     | Gabriel                  |
| 9  | Argentina (bandiera) | A     | Guido Carrillo           |
| 10 | Marocco (bandiera)   | C     | Nabil El Zhar            |
| 11 | Argentina (bandiera) | C     | Alexander Szymanowski    |
| 12 | Camerun (bandiera)   | D     | Allan Nyom               |
| 13 | Spagna (bandiera)    | P     | Jon Ander Serantes       |
| 14 | Ucraina (bandiera)   | D     | Vasyl' Kravec'           |

| N. |                      | Ruolo | Calciatore             |
| -- | -------------------- | ----- | ---------------------- |
| 15 | Spagna (bandiera)    | D     | Rodrigo Tarín          |
| 16 | Spagna (bandiera)    | A     | José Arnáiz            |
| 17 | Spagna (bandiera)    | C     | Javier Eraso           |
| 18 | Spagna (bandiera)    | C     | Sabin Merino           |
| 19 | Argentina (bandiera) | D     | Ezequiel Muñoz         |
| 20 | Uruguay (bandiera)   | A     | Michael Santos         |
| 21 | Spagna (bandiera)    | C     | Rubén Pérez            |
| 22 | Grecia (bandiera)    | D     | Dīmītrios Siovas       |
| 24 | Nigeria (bandiera)   | D     | Kenneth Omeruo         |
| 25 | Danimarca (bandiera) | A     | Martin Braithwaite     |
| 26 | Marocco (bandiera)   | A     | Youssef En-Nesyri      |
| 27 | Spagna (bandiera)    | C     | Óscar Rodríguez Arnaiz |
| 29 | Ucraina (bandiera)   | P     | Andrij Lunin           |

## Risultati

### Primera División

#### Girone d'andata
| Arbitro: | Alberto Undiano Mallenco (Comitato Navarro) |

|                       |           |              |
| El Zhar 52’ Óscar 53’ | Marcatori | 12’ Coutinho |

### Coppa del Re
| Arbitro: | Jesus Gil Manzano |

|                                           |           |  |
| Sergio Ramos 44’ Vázquez 67’ Vinícius 77’ | Marcatori |  |

| Arbitro: | Juan Martínez Munuera |

|                 |           |  |
| Braithwaite 30’ | Marcatori |  |